# ایران‌گام
ایران‌گام (به انگلیسی: Iran Gaam) یک شرکت فرهنگی و هنری ایرانی ناشر موسیقی است که در سال ۱۳۶۴ توسط صدرالدین حسین‌خانی بنیان گذاشته‌شد. ایران‌گام همراه با دو شرکت فعال دیگر این عرصه توانست در نظر سنجی بزرگ سایت موسیقی ما از ۱۰۰ نفر ار اهالی موسیقی جزو شرکت‌های برتر موسیقی در سال ۱۳۹۰ باشد.

## فعالیت‌ها
تهیه‌کنندگی آلبوم‌های موسیقی همچون پادشاه فصل ها و عاشقا سلام ، عاشقا درود از علیرضا افتخاری ، سلام آخر و فصل تازه از احسان خواجه‌امیری ، بی‌واژه از محمد اصفهانی، ساعت ۹ و جاده رویاها سیروان خسروی، توهم نیما مسیحا، دیگه میرم مجید خراطها، گفتم نرو محمد علیزاده، شش امین رستمی  و ... به وسیلهٔ ایران گام انجام پذیرفته است. از دیگر هنرمندانی که با ایران گام همکاری داشته‌اند می‌توان به محسن چاوشی، حمید حامی ، محمد علیزاده، خشایار اعتمادی، علیرضا عصار، فرزاد فرزین، گرشا رضایی نام برد.
در زمینه موسیقی سنتی ایرانی نیز آثار هنرمندانی چون شهرام ناظری، گروه شمس و پورناظری‌ها، بیژن کامکار، علیرضا قربانی، محمد معتمدی توسط این انتشارات منتشر شده‌است.